# Galbella trachydea
Galbella trachydea es una especie de escarabajo del género Galbella, familia Buprestidae. Fue descrita científicamente por Fairmaire en 1902.